# Bernat Solé i Barril
Bernat Solé i Barril (Agramunt, 30 de gener de 1975). És un enginyer industrial, professor de tecnologia i polític català, alcalde d'Agramunt (2011-2020), diputat i portaveu adjunt al Parlament de Catalunya en l'onzena i dotzena legislatures. El 20 de març del 2020 fou nomenat conseller d’Acció Exterior, Relacions Institucionals i Transparència de la Generalitat de Catalunya. El 15 de juny de 2021 fou nomenat delegat territorial del govern de la Generalitat de Catalunya a Lleida. El 6 de desembre de 2022 fou inhabilitat per la seva implicació durant l'1-O quan era alcalde d'Agramunt. Actualment, professor de Tecnologia a l'Institut Ribera del Sió d'Agramunt.

## Trajectòria
Llicenciat en enginyeria industrial superior en l'especialitat de mecànica de màquines per la Universitat Politècnica de Catalunya. Ha treballat com a enginyer en l'àmbit empresarial, per compte propi i és professor de tecnologia.
Vinculat al món associatiu, ha estat membre de l'Agrupament Escolta d'Agramunt (1987-2004), del qual en va ser Cap d'Agramunt, i membre de la Cobla Jovenívola d'Agramunt des de la seva fundació (1987-2006). També fou director del Grup Caramellaire Aires del Sió i jugador del Bàsquet Agramunt Club. Afiliat a Esquerra Republicana de Catalunya des de 2006, n'ha estat secretari de comunicació de l'Executiva Comarcal de l'Urgell i membre de l'Executiva Regional. Formà part de les llistes d'aquest partit a les eleccions al Parlament de Catalunya de 2003 i fou elegit regidor d'Agramunt a les eleccions municipals de 2007 pel grup Acord d'Esquerra. A les eleccions municipals de 2011 fou elegit alcalde d'Agramunt per majoria absoluta, càrrec que va revalidar també per majoria absoluta tant a les eleccions municipals de 2015 com a les Eleccions municipals de 2019, ambdós cops per majoria absoluta.
Va ser elegit diputat per Lleida dins la llista de Junts pel Sí a les eleccions al Parlament de Catalunya de 2015, del qual en va ser el president de la Comissió de Treball. També ha estat membre de la Comissió d'Urbanisme de Catalunya. A les eleccions al Parlament de Catalunya de 2017 fou elegit diputat en la llista d’Esquerra Republicana de Catalunya-Catalunya Sí. i exercí de portaveu a la Comissió d'Educació i de portaveu adjunt a la Junta de portaveus del Parlament.
El 4 de juny del 2019 va ser cridat a declarar pel Tribunal Superior de Justícia de Catalunya (TSJC) com a investigat per un delicte de desobediència per participar en l'organització de l'1-O al municipi d'Agramunt. El 29 d'octubre del mateix any la jutge del TSJC Mercedes Armas donà per tancada la instrucció de la causa contra Sole. La fiscalia demanava 18 mesos d'inhabilitació. La seva defensa hi va presentar un recurs de reforma que va ser rebutjat, el 10 de gener del 2020, per la sala civil i penal del TSJC.El 20 de gener de 2021 fou condemnat a un any d'inhabilitació especial per a l'exercici de càrrecs públics electius i funcions de govern o administració, siguin en l'àmbit local, provincial, autonòmic, estatal o supranacional i al pagament d'una multa de 16.800 €. Per aquest fet, la junta electoral l'impedí ser escollit Diputat al Parlament de Catalunya a les Eleccions al Parlament de Catalunya de 2021, tot i haver estat escollit per formar part com a número dos de la llista d'Esquerra Republicana de Catalunya per a la Demarcació de Lleida.

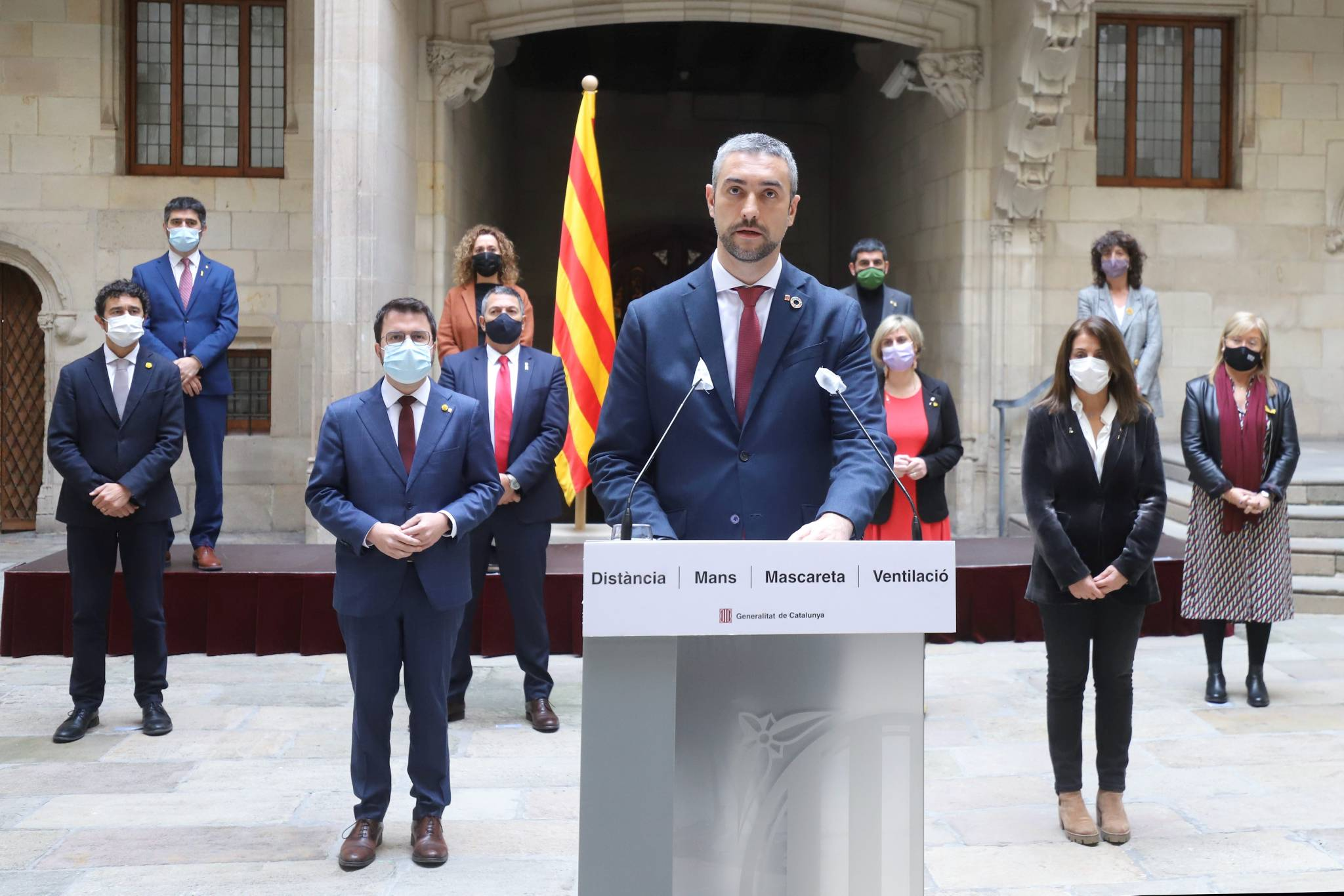
Compareixença de Solé després de la sentència condemnatòria del TSJC

El 30 de novembre de 2022 el Tribunal Suprem rebutjà el recurs de casació presentat per la defensa i la sentència d'inhabilitació especial i pagament de multa per a la seva participació en l'organització de l'1-O esdevingué ferma.
El 6 de desembre de 2022 reingressà al Cos de professors de Secundària en l'especialitat de Tecnologia a l'Institut Ribera del Siód'Agramunt.
El 27 d'octubre de 2023 el Tribunal Constitucional d'Espanya rebutjà admetre a tràmit el recurs d'empara presentat per la defensa amb l'argument de no apreciar en el mateix l'especial trascendència constitucional de la causa, tot i que la sentència del Tribunal Superior de Justícia determinava haver desobeït a una resolució del mateix Tribunal Constitucional d'Espanya.

## Conseller d'Acció Exterior
Després de la dimissió d'Alfred Bosch, el març de 2020 fou nomenat conseller d'Acció Exterior del Govern de la Generalitat de Catalunya. És el primer conseller de la Generalitat en prendre possessió per via telemàtica, degut a la pandèmia per coronavirus. Ho va fer en una connexió per videoconferència amb el President Quim Torra i la consellera de Presidència Meritxell Budó, que assumia les funcions del secretari del Govern, de baixa per paternitat. Solé va deixar l'alcaldia d'Agramunt per incompatibilitat amb la nova responsabilitat com a Conseller al Govern de la Generalitat, i ho va fer efectiu en un ple telemàtic que va tenir lloc el 20 de març.

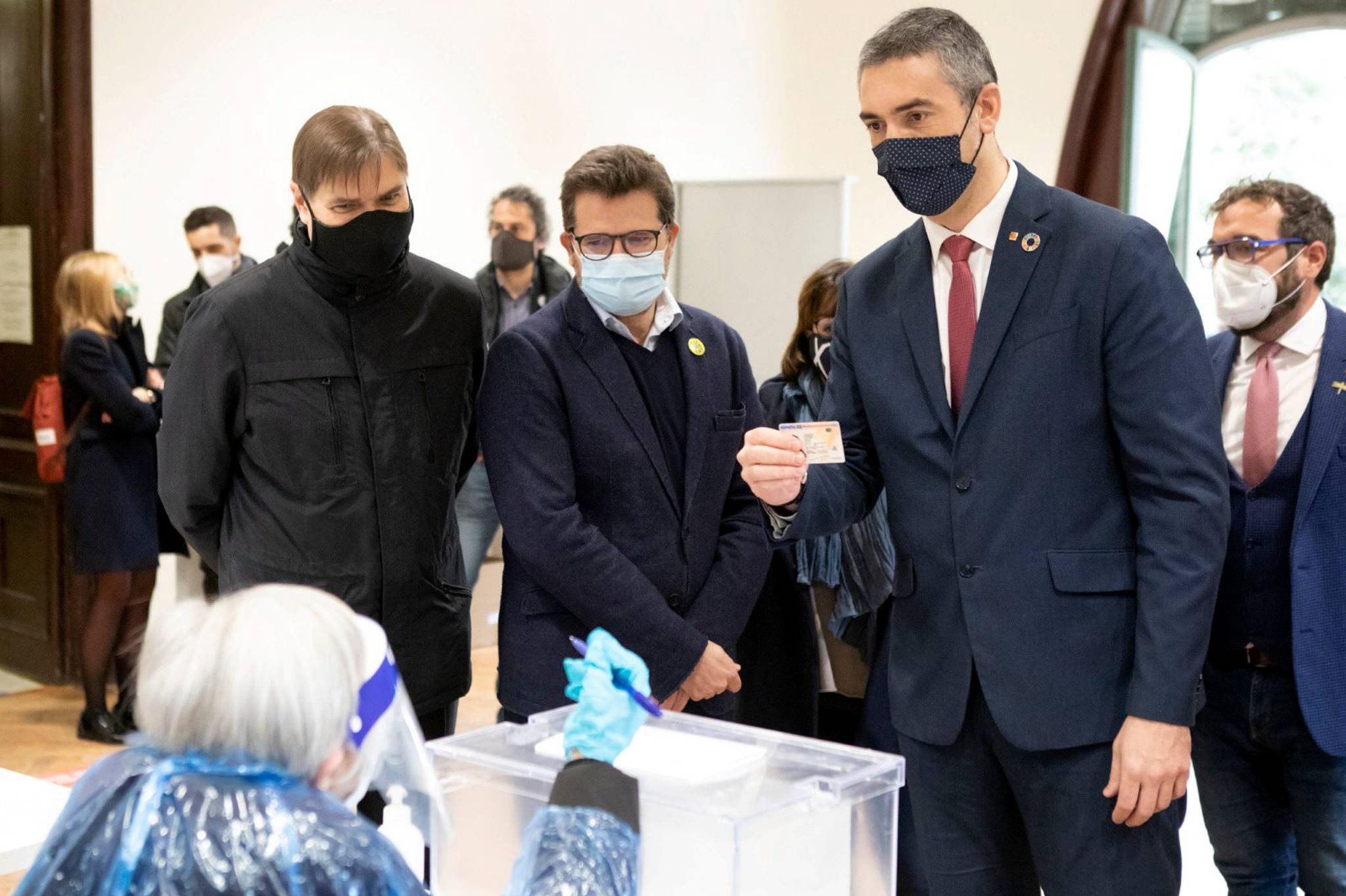
Dispositiu electoral en plena pandèmia per a les Eleccions al Parlament de Catalunya 2021

La seva primera acció com a conseller fou atendre catalans a l'estranger amb problemes per retornar al país a causa de la pandèmia de COVID-19. L'octubre de 2020 va haver de fer front a la sentència del Tribunal Constitucional, que va tombar part del pla estratègic d'acció exterior i relacions amb la Unió Europea 2019-2020.
Fou el Conseller que organitzà les Eleccions al Parlament de Catalunya de 2021 en plena pandèmia, implementant tot el dispositiu necessari per tal que tothom pogués exercir el dret a vot.

## Línia de temps de la trajectòria política
Trajectòria política de Bernat Solé i Barril